# Cástaras (kommunhuvudort)
Cástaras är en kommunhuvudort i Spanien.   Den ligger i provinsen Provincia de Granada och regionen Andalusien, i den södra delen av landet, 400 km söder om huvudstaden Madrid. Cástaras ligger 1 022 meter över havet och antalet invånare är 238.
Terrängen runt Cástaras är kuperad åt sydost, men åt nordväst är den bergig. Runt Cástaras är det ganska glesbefolkat, med 23 invånare per kvadratkilometer. Närmaste större samhälle är Albuñol, 16,1 km söder om Cástaras. Omgivningarna runt Cástaras är i huvudsak ett öppet busklandskap.